# Геммендорф, Эрик
Эрик Мартин Геммендорф (род. 14 апреля 1973 в Стокгольме) — шведский кинопродюсер, сценарист, режиссёр, кинооператор.

## Биография
Геммендорф вырос на острове Фресен возле Эстерсунда и получил образование в школе фотографии и кино в Гётеборге. Он основал совместно с Рубеном Остлундом Plattform Produktion в 2002 году.
Срежиссировал короткометражине фильмы Looking for Tsai (2002), Den ljusnande framtid är vår  (2004) и Pusselbitar (2006); спродюсировал De ofrivilliga (2008; также сценарист), Play (2011) и Pangpangbröder (2011). Продюсер фильма-лауреата Золотой пальмовой ветви «Квадрат» (2017).